# Tullio Baraglia
Tullio Baraglia (Gera Lario, 1934. július 21. – Gera Lario, 2017. november 23.) olimpiai ezüst- és bronzérmes olasz evezős.

## Pályafutása
Az 1960-as római olimpián ezüst-, az 1968-as mexikóvárosi olimpián bronzérmes lett kormányos nélküli négyesben.

## Sikerei, díjai
- Olimpiai játékok – kormányos nélküli négyes
  - ezüstérmes: 1960, Róma
  - bronzérmes: 1968, Mexikóváros